# Godtfred Holmvang

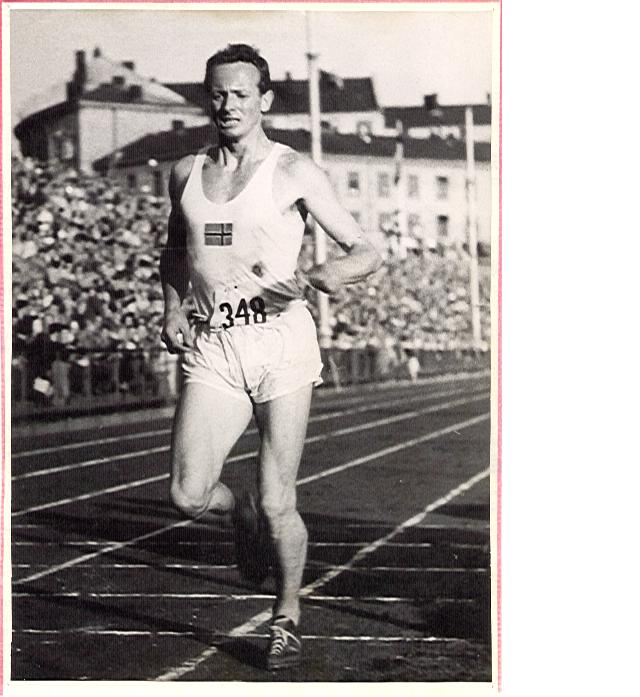
Godtfred Holmvang 1946

Godtfred Holmvang (* 7. Oktober 1917 in Stabekk; † 19. Februar 2006 in Vancouver) war ein norwegischer Leichtathlet, der für den IL Tyrving startete.
Die ersten Europameisterschaften nach dem Zweiten Weltkrieg fand vom 22. bis zum 25. August 1946 in Oslo statt. Es dominierte Schweden, das vom Krieg verschont geblieben waren. Aber auch die anderen skandinavischen Länder gewannen je mindestens einen Titel. Den einzigen Titel für die Gastgeber aus Norwegen gewann Godtfred Holmvang in der Königsdisziplin, dem Zehnkampf. Mit 6987 Punkten (6760 Punkte nach heutiger Wertung) gewann er vor Sergei Kusnezow aus der Sowjetunion mit 6930 Punkten, dem Schweden Göran Waxberg mit 6661 Punkten und dem Schweizer Armin Scheurer mit 6655 Punkten. Daraufhin wurde er mit der Morgenbladet-Goldmedaille geehrt.
Bei den Olympischen Spielen 1948 in London belegte Holmvang mit 6663 Punkten (6324 nach heutiger Wertung) den zehnten Platz. 
Holmvang war norwegischer Meister im Zehnkampf 1939, 1946 und 1948. 1946 gewann er auch den Titel im 110-Meter-Hürdenlauf.
1946 wurde Holmvang mit dem Egebergs Ærespris ausgezeichnet.
1968 wanderte Holmvang nach Kanada aus und ließ sich in Vancouver nieder.